# Chihuahua (město)
Chihuahua je hlavní město stejnojmenného spolkového státu Chihuahua v severní části země. K roku 2010 mělo město 809 232 obyvatel.

## Historie
Město Chihuahua založil roku 1709 Antonio de Deza y Ulloa. Za vlády Porfiria Díaze zaznamenalo město mocný rozvoj a stalo se jedním z nejdůležitějších obchodních a finančních středisek. Během Mexické revoluce v letech 1911–1917 měla Chihuahua významnou roli, a to jako centrum odporu a vojenská základna Pancha Villase.
Zemřel zde také roku 1811 římskokatolický kněz Miguel Hidalgo y Costilla.

## Galerie

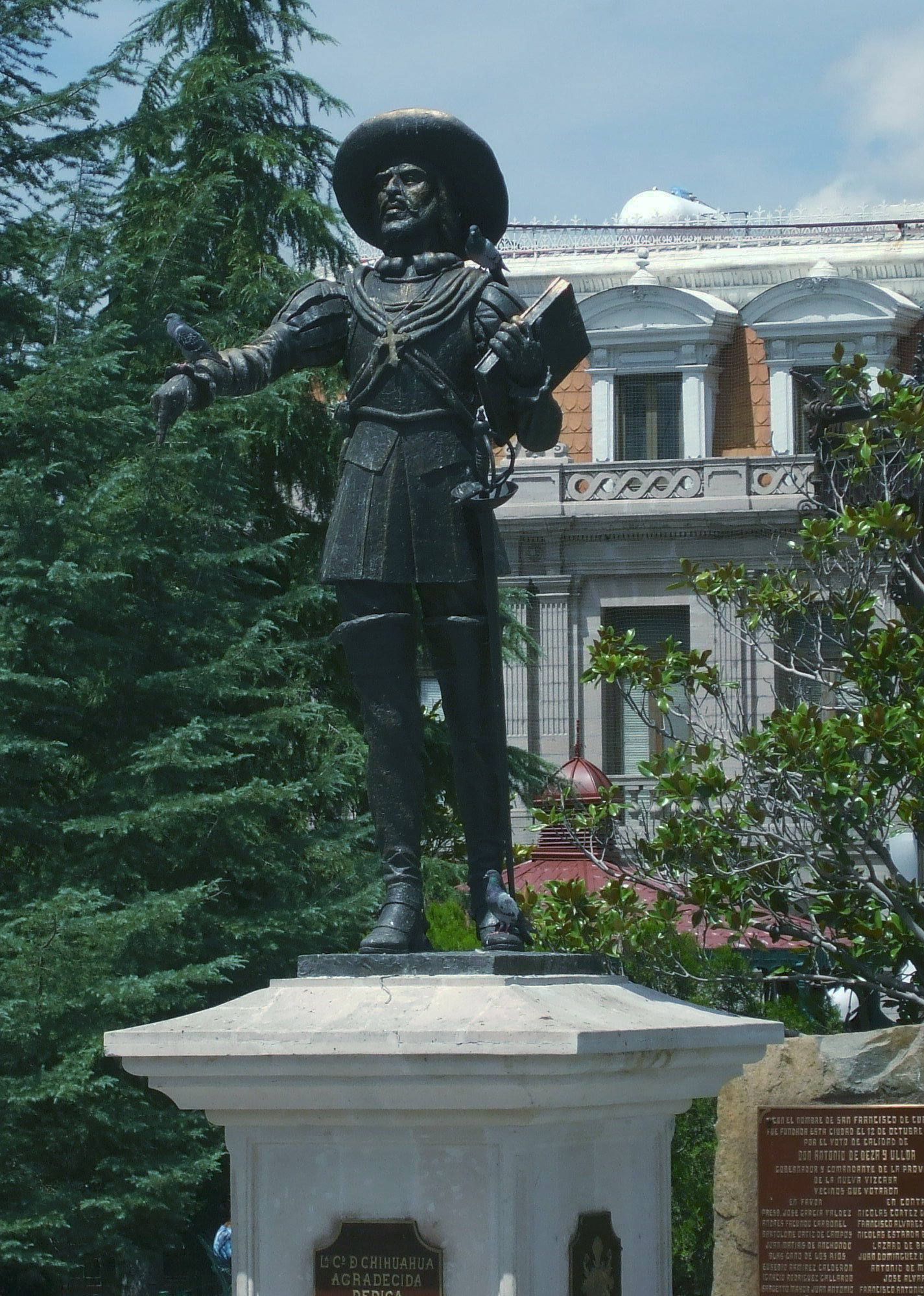
Antonio Deza y Ulloa, zakladatel města
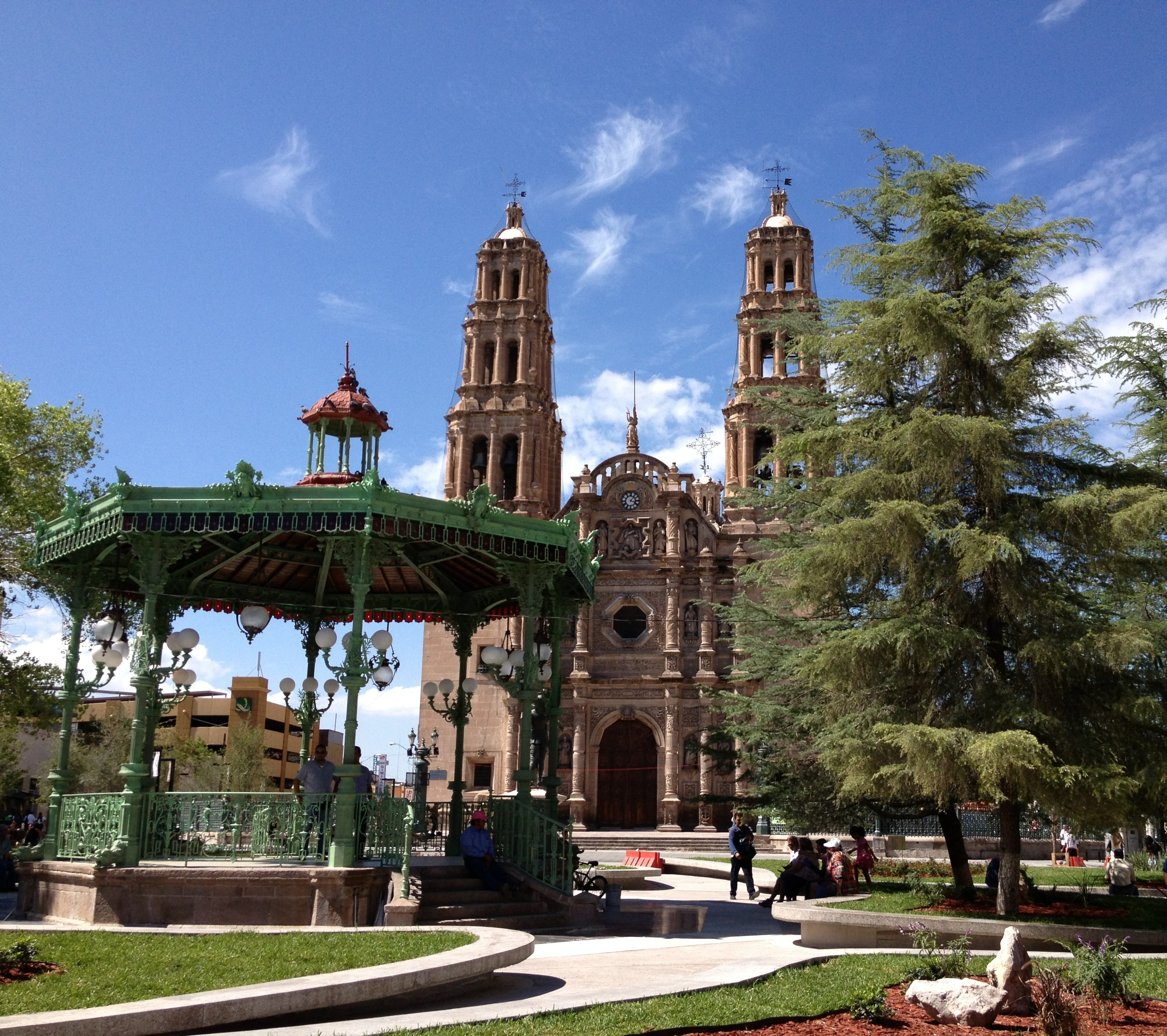
La Catedral de Chihuahua v historickém centru města
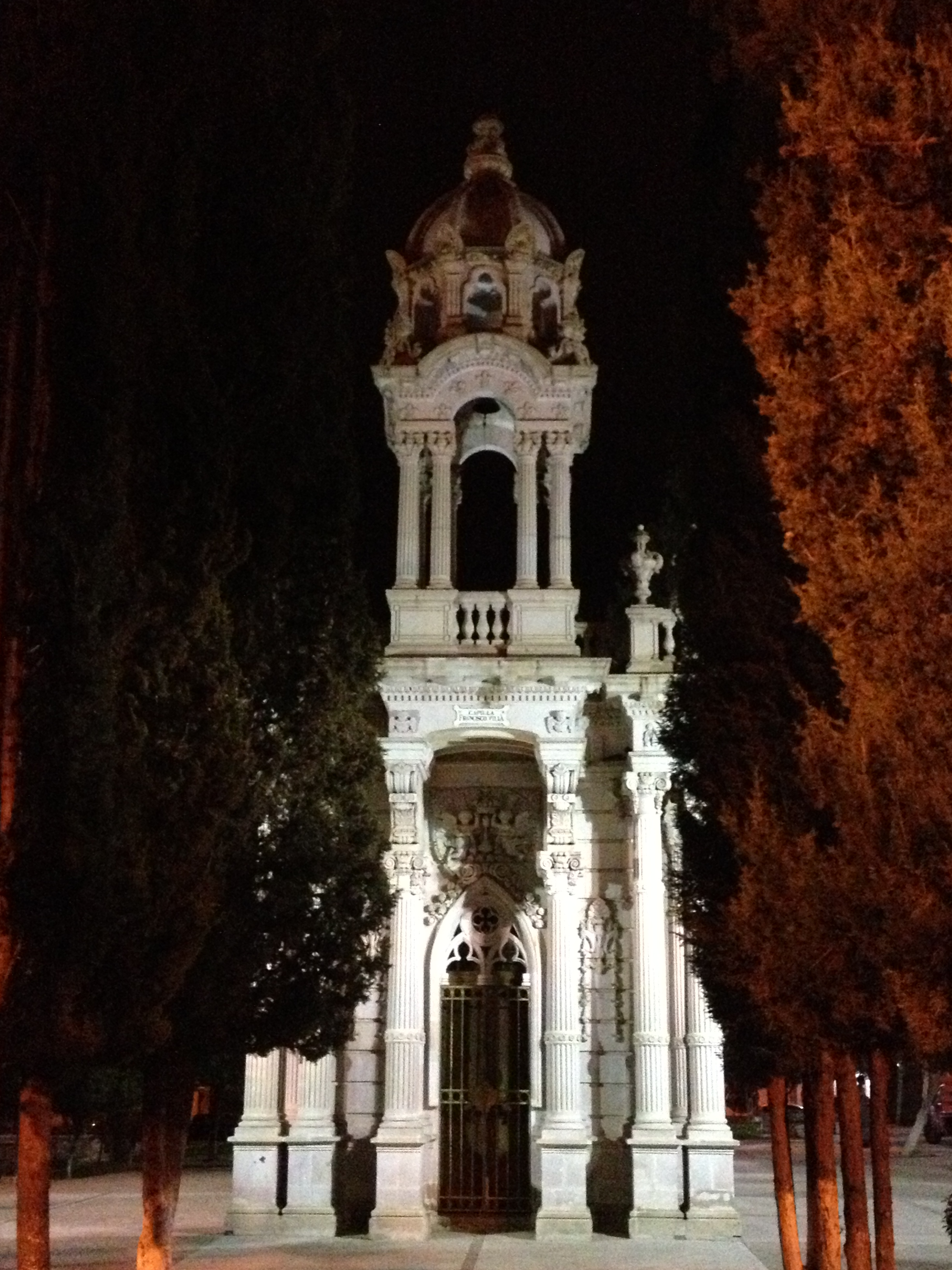
Mausoleo de Francisco Villa, místní mauzoleum
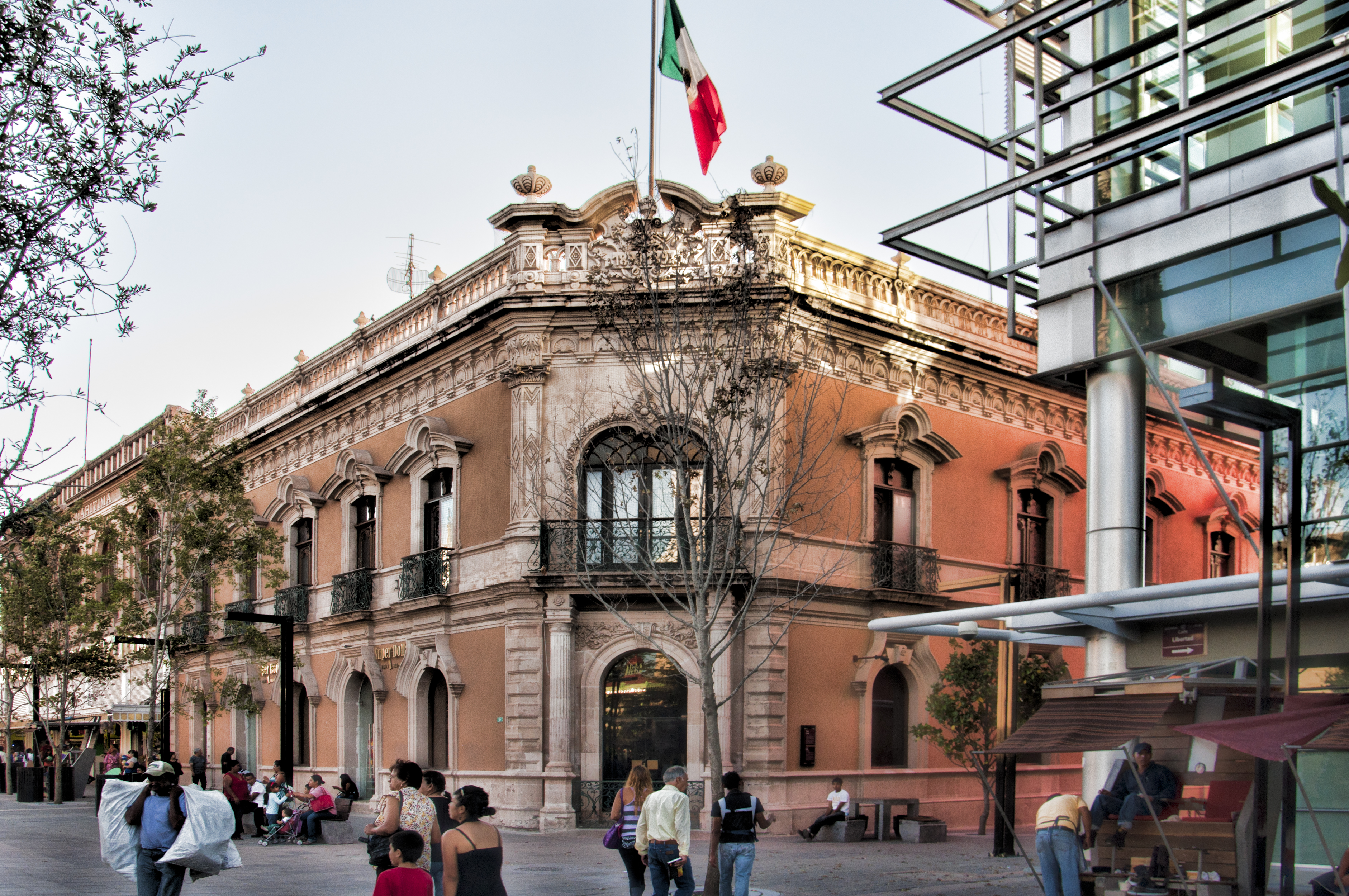
Casa Creel

## Významní rodáci
- Martín Luis Guzmán, mexický novinář a spisovatel

- David Alfaro Siqueiros, mexický malíř, umělec